# Styloleptus nigrofasciatus
Styloleptus nigrofasciatus är en skalbaggsart som beskrevs av Gilmour 1963. Styloleptus nigrofasciatus ingår i släktet Styloleptus och familjen långhorningar. Inga underarter finns listade i Catalogue of Life.